# Immagine speculare
Immagine speculare (Mirror Image) è un racconto di fantascienza del 1972 di Isaac Asimov. Il racconto, pubblicato per la prima volta nel maggio del 1972 sulla rivista Analog Science Fiction, fa parte dell'antologia Il meglio di Asimov (in cui è stato tradotto in italiano nel 1975) e Tutti i miei robot, ed è attualmente presente anche in altre raccolte di racconti di Asimov. È anche l'unico racconto breve in cui compaiono due dei personaggi più celebri di questo autore: Elijah Baley ed R. Daneel Olivaw. La storia narrata si colloca fra Il sole nudo e I robot dell'alba, rispettivamente secondo e terzo romanzo sugli Spaziali e narra di come Baley riesca a risolvere brillantemente un conflitto tra due matematici spaziali interrogando i rispettivi robot.

## Trama
Elijah Baley è nel suo ufficio quando alla porta gli si presenta improvvisamente il suo vecchio amico robot R. Daneel Olivaw. Questo gli propone di risolvere un nuovo problema, creato dai suoi soliti vetusti e superbi padroni Spaziali. Il caso era questo: sulla Eta Carina (astronave da trasporto passeggeri), due matematici, Alfred Barr Humboldt e Gennao Sabbat, sono in lite fra loro per una scoperta sensazionale, che ognuno dei due cercava ferocemente di attribuire a se stesso.
Il misfatto era stato compiuto quando uno dei due si era rivolto all'altro per cercare di esporre questa sua nuova teoria che stava sviluppando, e che avrebbe poi dovuto presentare al congresso matematico tenutosi su Aurora. Con quella discussione, uno dei due ricercatori, voleva sapere solo cosa ne pensasse veramente un altro studioso del suo stesso campo, di quella sua nuova teoria. Ora, dato che tutti e due affermavano la stessa versione della storia, solo, a ruoli invertiti, non si poteva capire chi stava mentendo e chi stava dicendo la verità.
Elijah quindi, chiede se durante la conversazione che c'era stata per esporre la teoria, ci fossero stati dei testimoni, e l'imperturbabile Daneel ovviamente gli risponde che erano presenti i due robot domestici, R. Idda appartenente a Sabbat e R. Preston, appartenente ad Humboldt. Così, l'investigatore, sapendo perfettamente che i due robot erano stati sicuramente istruiti a dover mentire nel caso gli fossero state fatte domande sul caso, decide con astuzia, di contattarli, per cercare di prenderne in fallo il bugiardo, durante l'interrogatorio a cui pensava di sottoporli.
Così Elijah, facendo domande atte a sconvolgere i potenziali positronici all'interno dei loro cervelli, riesce a dimostrare che il robot istruito a mentire era quello di Humboldt. Questo infatti, caduto in stasi dopo aver cercato di rispondere all'ultima domanda, dà ad Elijah la certezza che stava mentendo per ordine del suo padrone.
Tuttavia, Baley ammette di aver già intuito la soluzione, e di aver usato l'interrogatorio solo per conferma. L'indizio a cui Daneel non aveva fatto caso era l'età diversa dei due, unico elemento non speculare della storia. 
Il caso è risolto, e i due amici Baley e Daneel si danno la mano per rincontrarsi soltanto molto tempo dopo.

## Impatto
Il secondo romanzo era stato pubblicato nel 1957 (15 anni prima) e gli appassionati della serie, speravano nella pubblicazione di un nuovo romanzo. Come racconta lo stesso Asimov, dopo la pubblicazione di questo racconto, egli venne letteralmente sommerso dalle lettere dei suoi fan, i quali, per la maggior parte, in sintesi dicevano: "Grazie, ma noi vogliamo un altro romanzo".